# Boutique disco
Boutique disco – debiutancki album studyjny polskiej wokalistki i aktorki Ewy Kuklińskiej, wydany w 1980 roku przez wytwórnię Wifon (katalog LP-011). Płyta ukazała się na nośnikach winylowym (LP) i kasetowym (MC) i jest utrzymana w stylistyce disco, funk i soul. Wydawnictwo zawiera 10 utworów i trwa około 38 minut.

## Tło i nagranie
Album został nagrany i wydany na początku lat 80. w Polsce; produkcję płyty przypisuje się Elżbiecie Pobiedzińskiej. Materiał łączy autorskie kompozycje z polskimi wersjami bądź aranżacjami znanych motywów zagranicznych. W kredytach wydania widoczne są nazwiska aranżerów, realizatorów i muzyków studyjnych (szczegóły w sekcji „Obsada / kredyty”).

## Muzyka i teksty
Brzmienie albumu oscyluje między disco, funkiem i soulem; część utworów zawiera odniesienia muzyczne do zagranicznych źródeł (w materiałach katalogowych pojawiają się powiązania do twórczości m.in. Chic i Minnie Riperton). Teksty utworów to mieszanka autorstw polskich tekściarzy i adaptacji.

## Wydanie i dystrybucja
„Boutique disco” ukazało się w 1980 roku nakładem Wifon (nr katalogowy LP-011); w okresie wydania nie odnotowano szerokiej międzynarodowej dystrybucji ani powszechnych oficjalnych reedycji na CD. Egzemplarze płyty pojawiają się okresowo w ogłoszeniach i sklepach z winylami; fragmenty albumu są też dostępne w uploadach na platformie YouTube.

## Lista utworów
(Porcja oparta na etykiecie wydania LP — tytuły i czasy trwania)
1. Boutique — 4:57
2. Będzie świat jak sen — 3:12
3. Mój miły panie — 2:55
4. Kto więcej serca ci da — 4:25
5. Mój azyl — 3:55
6. Rebeka — 4:10
7. Wino z win — 3:50
8. Na błysk — 3:08
9. Marzenia wielkie, mały świat — 3:15
10. Pokochaj mnie — 4:33.[10][11]

## Single
W materiałach katalogowych i ofertach sprzedażowych wymieniany jest singiel lub promocyjny zestaw „Rebeka / Na błysk” (rok 1980).

## Obsada / kredyty (wybór)
Producent: Elżbieta Pobiedzińska.
Wokal: Ewa Kuklińska.
Aranżacje / kierownictwo muzyczne: nazwiska aranżerów i kierowników (w tym J. Malinowski i inni) oraz inżynierowie dźwięku są wyszczególnione na etykiecie wydania; pełna lista kredytów znajduje się w katalogach wydania.

## Odbiór i znaczenie
Album nie osiągnął znaczącego międzynarodowego rozgłosu, lecz jest doceniany w środowisku kolekcjonerów polskich winyli z ery disco/funk; wydanie pojawia się w aukcjach i sklepach z płytami kompaktowymi/winylami. Dźwięk i aranżacje płyty odzwierciedlają wpływy zachodnich trendów muzycznych końca lat 70. i początku 80. w polskiej produkcji rozrywkowej.

## Reedycje i dostępność
Do roku 2025 nie odnotowano oficjalnych, szeroko dystrybuowanych reedycji CD ani oficjalnych wydawnictw cyfrowych autorstwa wytwórni; fragmenty albumu są jednak dostępne wewnątrz nieoficjalnych uploadów w serwisach streamingowych i wideo. Egzemplarze oryginalnych winylów są spotykane sporadycznie na aukcjach i w antykwariatach.